# 22-я гвардейская стрелковая дивизия (2-го формирования)
22-я гвардейская стрелковая дивизия  — соединение Вооружённых Сил СССР в период Великой Отечественной войны.
Полное действительное наименование — 22-я гвардейская стрелковая Сибирско-Рижская дивизия.

## История
Ведёт свою историю от 150-й стрелковой дивизии (2-го формирования).

### Боевой путь
Приказом народного комиссара обороны от 19 апреля 1943 года 150-я Сталинская добровольческая стрелковая дивизия сибиряков за стойкость в обороне, мужество и отвагу в наступлении была удостоена почетного звания «Гвардейская» и преобразована в 22-ю гвардейскую стрелковую дивизию.
В период с 5 мая по 13 июля части дивизии получали пополнение людьми, боевой техникой и вооружением, а также совершенствовали свою подготовку. 11 июля дивизии было вручено гвардейское знамя. А через день дивизия, как и остальные соединения 19-го гвардейского стрелкового корпуса, выступила в поход и 23 июля прибыла в район сосредоточения севернее Спас-Деменска.
Важнейшей задачей, стоявшей перед корпусом, был захват района Гнездиловских высот. Действовавшая в первом эшелоне войск корпуса 65-я гвардейская стрелковая дивизия сумела захватить первую позицию с её двумя траншеями, однако далее продвинуться не могла из-за огня и контратак противника с позиций, расположенных на высоте 233,3. Для овладения этой ключевой высотой утром 8 августа была введена в бой 22-я гвардейская дивизия. Ожесточённые бои за высоту продолжались до вечера 11 августа, когда совместными усилиями частей 22-й и 65-й гвардейских дивизий высота 233,3 была взята; противник, понёсший огромные потери, отступил на вторую полосу своей обороны.
27 августа началось наступление войск 19-го гвардейского корпуса на город Ельню, и 30 августа Ельня была освобождена. Затем последовал небольшой отдых, а 15 сентября начались новые бои вдоль железной дороги Ельня — Смоленск. В ходе десяти дней боёв на Смоленском направлении дивизия освободила свыше 10 крупных населённых пунктов, захватив большие трофеи и истребив сотни гитлеровцев. В конце сентября 22-я гвардейская стрелковая дивизия была выведена в резерв 10-й гвардейской армии. В первых числах октября она совершила марш в район Арвяница, где заняла исходное положение для наступления. Предпринятое восточнее Арвяницы наступление в первые дни не принесло ожидаемых результатов. Только 10 октября противник, не выдержав натиска гвардейцев, стал отходить на свой промежуточный оборонительный рубеж: северная окраина Казарино — Парфёнково — Деменково — Коржиково.
До 20 октября дивизия находилась в обороне. В ночь на 20 октября части дивизии, сдав свои участки обороны 29-й гвардейской стрелковой дивизии, совершили марш по маршруту Зверовичи — Красный — Вырезки и сосредоточились в лесу западнее Юрьевки.
Участвовала в наступлении, полностью прорвать оборону противника под Оршей дивизии, как и всем остальным соединениям 10-й гвардейской армии, не удалось.
С 13 по 23 декабря 1943 года дивизия совершила 230-километровый марш в новый район сосредоточения по маршруту Волков — Любовичи — Рудня — Демидов — Велиж — Козлов — Щерковище — Тетеркино.
Десятидневные наступательные бои на р. Великой не принесли сколько-нибудь заметного успеха; 24 апреля 1944 года по приказу командующего фронтом наступление было прекращено, и войска перешли к обороне. Дивизия заняла оборону юго-западнее Новоржева. Здесь она находилась до 11 июля 1944 года, когда её части начали переход в район Опочки для выполнения новой задачи.
В июле 1944 года дивизия участвует в Режицко-Двинской операции, целью которой было завершить освобождение Калининской области и начать освобождение Восточной Латвии. В ходе операции части дивизии на рассвете 18 июля 1944 года освободили районный центр Красногородское. 23 июля дивизия в составе 19-го гвардейского стрелкового корпуса ворвалась в город Карсаву на востоке Латвии и 27 июля завершила его освобождение.
В августе 22-я гвардейская дивизия участвует в Мадонской операции и 12 августа выходит на рубеж Лыэдэскалс, Целмини.
С 15 сентября 1944 года дивизия, принимая участие в Рижской операции в составе 10-й гвардейской армии, переходит в наступление. 6 октября 1944 года она, овладев посёлком Озолмуйжа, форсирует р. Маза-Югла.
Приказом Верховного Главнокомандующего от 3 ноября 1944 года за примерное выполнение боевых приказов в ходе Рижской наступательной операции и в ознаменование освобождения Риги дивизии было присвоено наименование и «Рижская».
В дальнейшем дивизия принимала участие в разгроме Курляндской группировки, закончившейся 8 мая 1945 года.
Расформирована в 1946 году в ПрибВО.

### Периоды вхождения в состав Действующей армии.
- 19.04.1943 — 9.5.1945 года

## Состав
Новая нумерация частям дивизии присвоена 17.5.1943:
- 62-й гвардейский стрелковый полк
- 65-й гвардейский стрелковый полк
- 67-й гвардейский стрелковый полк
- 48-й гвардейский артиллерийский полк[8].
- 27-й отдельный гвардейский истребительно-противотанковый дивизион
- 432-я зенитная батарея (до 25.04.1943 года)
- 24-я отдельная гвардейская разведывательная рота
- 17-й отдельный гвардейский сапёрный батальон
- 30-й отдельный гвардейский батальон связи
- 493-й(33-й) отдельный медико-санитарный батальон
- 26-я отдельная гвардейская рота химической защиты
- 560-я (34-я) автотранспортная рота
- 617-я (18-я) полевая хлебопекарня
- 590-й (19-й) дивизионный ветеринарный лазарет
- 1437 полевая почтовая станция
- 736 полевая касса Государственного банка СССР[9]

## Подчинение
- в составе 19-го гвардейского стрелкового корпуса 10-й гвардейской армии

## Командование
- Гузь, Николай Олимпиевич (19.04.1943 — 16.08.1943), полковник
- Панишев, Григорий Иванович (17.08.1943 — 05.08.1944), полковник
- Морозов, Василий Иванович (09.08.1944 — 09.05.1945), полковник
- 62 гв. сп:
- Зенкович Александр Иванович (18.04.1943 — 10.08.1943), погиб 10.08.1943
- Герасимов Иван Семёнович (19.08.1943 — 22.09.1943)
- Архипович Александр Васильевич (05.09.1943 — 20.01.1944)
- Сидорычев Иван Иосифович (06.01.1944 — 08.03.1944), погиб 08.03.1944
- Корнев Даниил Николаевич (12.03.1944 — 15.03.1944)
- Симаков Владимир Петрович (15.03.1944 — 03.04.1944)
- Чумаков Игорь Николаевич (03.04.1944 — 09.06.1944)
- Терехов Семён Платонович (10.06.1944 — 04.08.1944)
- Горбунов Константин Иванович (04.08.1944 — 28.10.1944), ранен
- Дыво Василий Леонович (с 03.11.1944)
- 65 гв. сп:
- Сыркин Николай Михайлович (18.04.1943 — 15.05.1943)
- Сыркин Николай Михайлович (22.06.1943 — 05.09.1943)
- Аникин Михаил Владимирович (09.10.1943 — 26.12.1944), погиб 26.12.1944
- Венедтев Александр Нестерович (с 04.01.1945)
- Надеждин Анатолий Платонович (18.01.1945 — 20.05.1946)
- 67 гв. сп: (до 18.04.1943 был 856-й Сталинский сп 150 сд (2ф))
- Сорокин Дмитрий Николаевич (с 18.04.1943)
- Лозенко Евгений Фёдорович (22.06.1943 — 00.08.1943), контужен
- Гудков Александр Григорьевич (16.08.1943 — 05.09.1943), освобождён от должности
- Федотов Алексей Алексеевич (28.10.1943 — 10.12.1943)
- Марусняк Наум Николаевич (10.04.1944 — 30.12.1944)
- Коваленко Никифор Тимофеевич (23.12.1944 — 20.03.1946)
- Юлдашев Гариф Зиятдинович (14.03.1946 — 11.07.1946)

## Отличившиеся воины
Герои Советского Союза.
 Кавалеры ордена Славы 3-х степеней.

## Память
- Высота 233,3 теперь называется Комсомольской. На её вершине в братской могиле захоронены 4,5 тысячи воинов-сибиряков

После войны трудящиеся Спас-Деменского района воздвигли на высоте обелиск, увековечив память павших героев.
- В честь боевых подвигов воинов 22-й гвардейской Сибирской добровольческой дивизии её именем была названа главная магистраль Кировского района Новосибирска.